# Gino Pagnani
Gino Pagnani de son vrai nom Luigi Pagnani Fusconi, né à Rome le 31 juillet 1927 et mort à Magliano Sabina le 10 avril 2010, est un acteur italien.
Il est actif aussi comme doubleur de voix et est apparu dans plus de cinquante films de 1968 à 1991.

## Filmographie partielle
- 1970 : Ma chi t'ha dato la patente? (it) de Nando Cicero
- 1971 : Armiamoci e partite! de Nando Cicero
- 1972 : Fais vite, monseigneur revient ! (Quel gran pezzo della Ubalda tutta nuda e tutta calda) de Mariano Laurenti
- 1973 : Les Grands Patrons (Bisturi, la mafia bianca) de Luigi Zampa
- 1973 : Lo chiamavano Tresette... giocava sempre col morto, de Giuliano Carnimeo : Pussy Pussy
- 1974 : Di Tresette ce n'è uno, tutti gli altri son nessuno de Giuliano Carnimeo : Dr Adams
- 1974 : Amore mio non farmi male de Vittorio Sindoni : le chauffeur de taxi
- 1975 : Ah sì? E io lo dico a Zzzzorro! de Franco Lo Cascio : Pachito
- 1975 : Il giustiziere di mezzogiorno de Mario Amendola
- 1975 : Gente di rispetto de Luigi Zampa
- 1976 : La Flic chez les poulets (La poliziotta fa carriera) de Michele Massimo Tarantini
- 1979 : L'Infirmière du régiment (L'infermiera nella corsia dei militari) de Mariano Laurenti
- 1980 : La baigneuse fait des vagues (L'insegnante al mare con tutta la classe) de Michele Massimo Tarantini
- 1984 : L'allenatore nel pallone de Sergio Martino